# Gelenbe, Kırkağaç
Gelenbe là một thị trấn thuộc huyện Kırkağaç, tỉnh Manisa, Thổ Nhĩ Kỳ. Dân số thời điểm năm 2011 là 1.872 người.